# Charles Stirling
Charles Stirling (Londres, 1760 – Chertsey, 1833) fue un vicealmirante de la Royal Navy que tuvo una destacada carrera a finales del siglo XVIII y comienzos del XIX. Sirvió en las Guerras revolucionarias francesas, las Guerras Napoleónicas y en la Guerra anglo-estadounidense de 1812. Participó también en la fracasada segunda invasión inglesa al Río de la Plata.

## Biografía
Charles Stirling nació en Londres, Inglaterra, el 28 de abril de 1760 y fue bautizado en St Albans el 15 de mayo. Nacido en el seno de una familia de larga tradición en la marina británica e hijo él mismo del almirante Sir Walter Stirling, se unió a la Royal Navy y en 1783 era ya capitán. El 11 de agosto de 1789 casó con Charlotte Grote en Greenwich. 
Participó de la batalla conocida como del Glorioso Primero de Junio (1794) y en la Batalla de Algeciras (1801) como capitán del navío de 74 cañones HMS Pompée, tras lo cual fue destinado como comisionado a cargo del astillero de Jamaica.
Stirling fue llamado a Inglaterra a finales de 1804 y, promovido a contralmirante, recibió el mando del HMS Glory, buque insignia del escuadrón de Rochefort. De inmediato, arreglo el traslado a bordo como guardiamarina de su sobrino James Stirling, quien permanecería a su lado hasta 1808.
El 22 de julio de 1805 tomó parte de la Batalla del Cabo Finisterre bajo el mando superior de Sir Robert Calder. En julio de 1806 asumió el mando del navío HMS Sampson y recibió órdenes de escoltar el convoy que al mando del general Samuel Auchmuty  se dirigía al Río de la Plata donde el almirante Sir Home Riggs Popham con tropas al mando de William Carr Beresford habían ocupado la ciudad de Buenos Aires en la primera de las llamadas Invasiones Inglesas. Las órdenes de Stirling especificaban que debía relevar a Popham en el mando. A su arribo comprobó que Buenos Aires había sido reconquistada y tras relevar a Popham y transferir su insignia al HMS Diadem, Stirling auxilió a Auchmuty en el exitoso Sitio de Montevideo (1807), mereciendo alabanzas de ambas cámaras del Parlamento por su buen juicio. Tras la caída de Montevideo, Stirling fue designado nuevo comandante en jefe de la estación naval del Cabo de Buena Esperanza, lo que le permitió evitar participar en la desastrosa expedición contra Buenos Aires al mando de John Whitelocke.
Cinco meses después regresó a Londres y el 31 de julio de 1810 fue promovido a vicealmirante, recibió las llaves de la ciudad de Londres y recibió una espada con la leyenda "a la valiente y meritoria conducta en la captura del fuerte de Montevideo" grabada en la empuñadura. Tras un largo período de licencia, en octubre de 1811 regresó al servicio activo como Comandante en Jefe del escuadrón en Jamaica.
Cuando estalló la guerra con Estados Unidos, en septiembre de 1812 fue puesto bajo el mando del almirante Sir John Borlase Warren. Al mando de su escuadra hostigó el tráfico naval estadounidense y llevó a cabo incursiones costeras en el área de las Bermudas.
En junio de 1813 fue relevado y se le ordenó regresar a Londres, donde enfrentaba cargos de aceptar sobornos para la protección de marinos y buques extranjeros. Una carta del Comisario Wolley de Jamaica, afirmaba «que el Servicio Naval de Su Majestad había sido llevado al descrédito como consecuencia de ser de público conocimiento que habían sido alquilados buques de guerra para convoyar navíos españoles». Wolley aportaba un caso concreto por el que Stirling había recibido $ 2000 por el alquiler de la corbeta HMS Safo. Si bien se desecharon parte de los cargos, el veredicto entregado en mayo de 1814 admitió que «parte de la acusación había sido probada» pero se acordó que las acciones de Stirling eran excusables por razones humanitarias. Sin embargo, por considerar que había actuado en contra de los reglamentos, se le retiró medio salario y fue excluido de toda promoción ulterior entre otras medidas administrativas.
Stirling apeló en julio y si bien recuperó su status como oficial de bandera y el derecho a seguir recibiendo el tratamiento de Senior Vice Admiral of the White no consiguió regresar al servicio activo.
En septiembre de 1833 enfermó gravemente y el 7 de noviembre de ese año murió en Woburn Farm, Chertsey, Surrey.
Charles Stirling aparece como personaje en el libro Master and Commander de Patrick O'Brian.